# Protestantische Kirche (Quirnheim)
Die Protestantische Kirche ist das älteste Gebäude des pfälzischen Dorfes Quirnheim (Verbandsgemeinde Leiningerland) und die älteste urkundlich belegte Kirche des Landkreises Bad Dürkheim.

## Geschichte

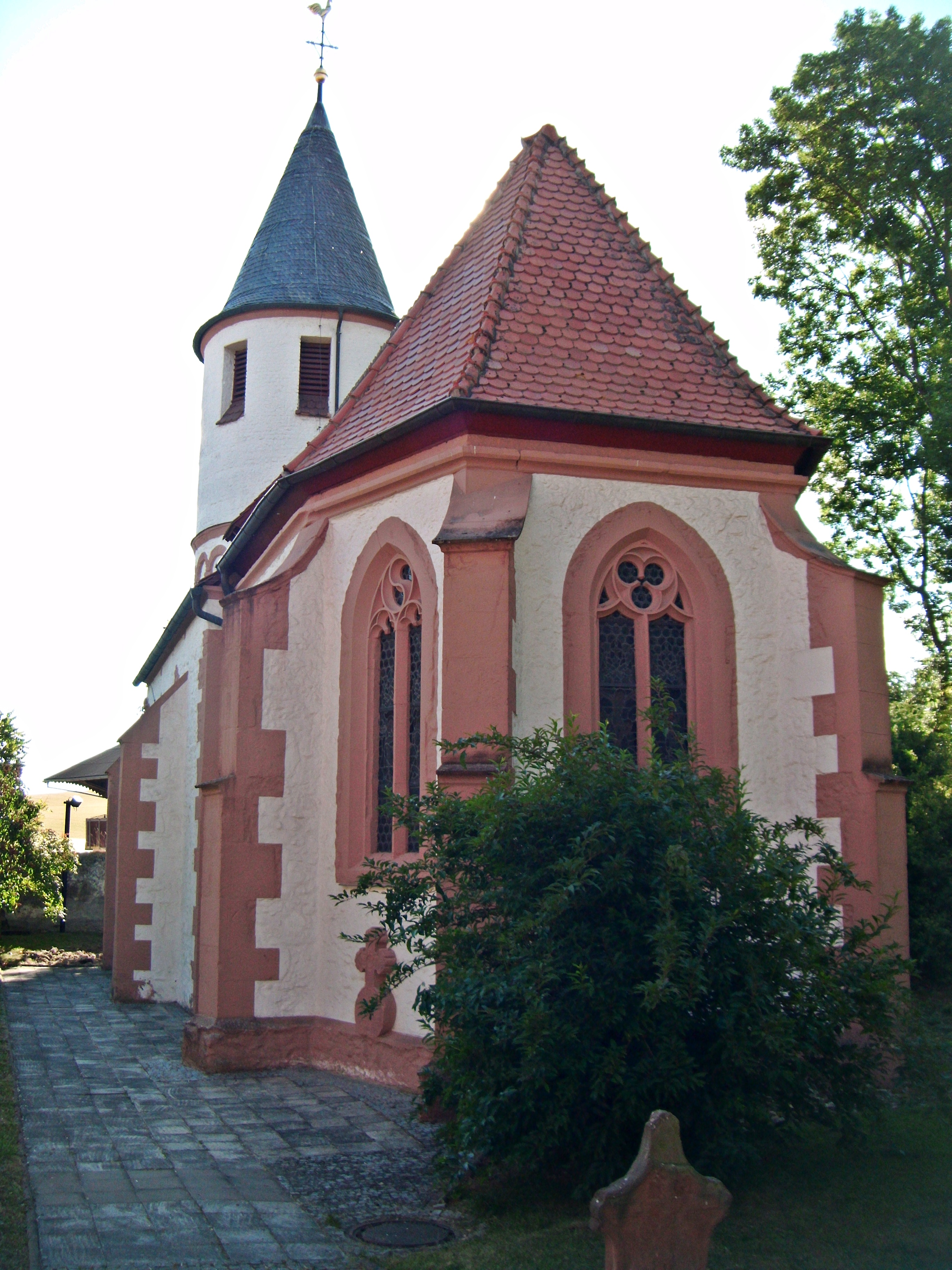
Die Kirche von Osten

Die Kirche wird mit dem Patrozinium St. Maria und St. Martin erstmals 770 im Lorscher Codex erwähnt. Sie ist somit das älteste urkundlich belegte Gotteshaus des Landkreises Bad Dürkheim. 1145 sind Güter des Klosters Höningen in Quirnheim benannt, die um 1379 an das Kloster Rosenthal verkauft wurden, welches schon 1247 hier begütert war. Daneben hatte das Kloster Hertlingshausen bedeutenden Besitz in Quirnheim, u. a. das heutige Schloss (ehemaliger Hertlingshauser Hof) und das Patronat der unmittelbar daneben liegenden Dorfkirche. Während das Hofgut 1459 an den Burgmann Hans Menges von Stauf verpfändet und später zum Schloss der Merzen von Quirnheim umgebaut wurde, blieb Kloster Hertlingshausen im Besitz der Kirchenrechte. Mit ihm zusammen fielen sie Mitte des 15. Jahrhunderts an das Kloster Stephansfeld bei Brumath im Elsass. Laut Wormser Synodale von 1496 war die Kirche der Gottesmutter Maria geweiht und besaß die Seitenaltäre zum Hl. Kreuz und zur Hl. Katharina. Das Kirchenpatronat hatten die Heilig-Geist-Brüder von Stephansfeld inne. Im Zuge der Reformation im Leininger Gebiet veräußerte das weit entfernt liegende Kloster Stephansfeld 1538/39 alle seine vom Kloster Hertlingshausen herrührenden Besitztümer und Rechte. An die Leininger übergegangen, wurde das Gotteshaus lutherische Pfarrkirche und gehört heute zur Protestantischen Landeskirche Pfalz.

## Baubestand

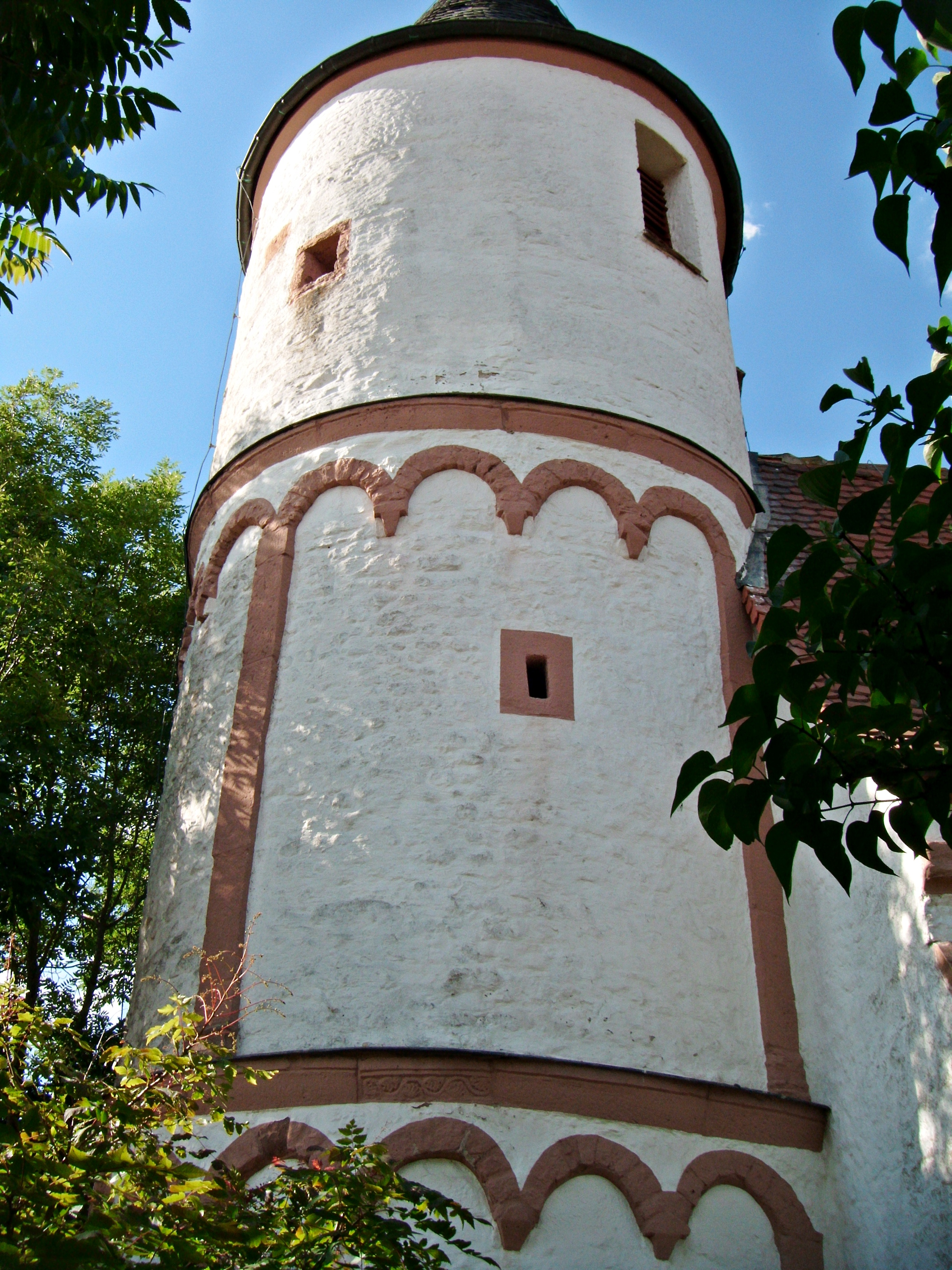
Kirchturm von Süden

Die gotische Saalkirche liegt am westlichen Rand des Dorfes und ist nicht exakt von Westen nach Osten ausgerichtet; die Hauptachse vom Turm zum Chor verläuft in einer nach Norden gedrehten Richtung. Der Chor zeigt dadurch nach Nordosten, der Turm steht im Südwesten.
Der vom Vorgängerbau stammende romanische Kirchturm aus salischer Zeit (12. Jahrhundert) wird der Wormser Bauschule zugeordnet. Er ist rund, äußerlich durch Lisenen und Rundbogenfriese geschossweise gegliedert und hat drei Stockwerke. Ein Gesimsstein auf der Ostseite zeigt schöne romanische Verzierungen. Sein spitzes Kegeldach wurde erst in jüngerer Zeit aufgesetzt. Die steinerne Wendeltreppe in seinem Inneren deuten Heimatgeschichtler als älteste salische Treppe Deutschlands.
Nordöstlich schließt sich das gotische Langhaus an. Es hat zwei Fensterachsen mit spitzbogigen Maßwerkfenstern und eine Flachdecke. Auf der Ostseite befindet sich der ebenfalls spitzbogige Haupteingang zur Kirche. Das Schiff geht über in den leicht eingezogenen Chor. Er besitzt ein Joch und einen dreiseitigen Abschluss. Auch bei ihm sind spitzbogige Maßwerkfenster vorhanden, innen ein ebensolcher Chorbogen. Außen an Chor und Langhaus sitzen Strebepfeiler, die des Chores sind zweigeschossig mit geschweiftem Pultdach. Abgesehen von den Sichtsteinen ist die Kirche verputzt.
An der östlichen Choraußenwand und der südlichen Außenwand des Langhauses befinden sich zwei qualitätvoll gearbeitete Barockgrabsteine aus dem 18. Jahrhundert. Die Kirche ist mit einer Mauer umschlossen, die zur Straße hin ein rundbogiges Eingangstor mit Sandsteingewände und der Jahreszahl 1539 aufweist. Rechts daneben ist eine kleinere Pforte, deren gerader Sturz ein lateinisches Kreuz zeigt. Innerhalb der Mauer, um die Kirche herum, liegt der alte Friedhof. Im nördlichen Bereich befinden sich viele Grabsteine des 19. Jahrhunderts, an der südlichen Friedhofsmauer qualitätvolle Grabmäler des 18. Jahrhunderts. Östlich an das Areal schließt sich das Schlossgut an, der ehemalige Hertlingshauser Hof.

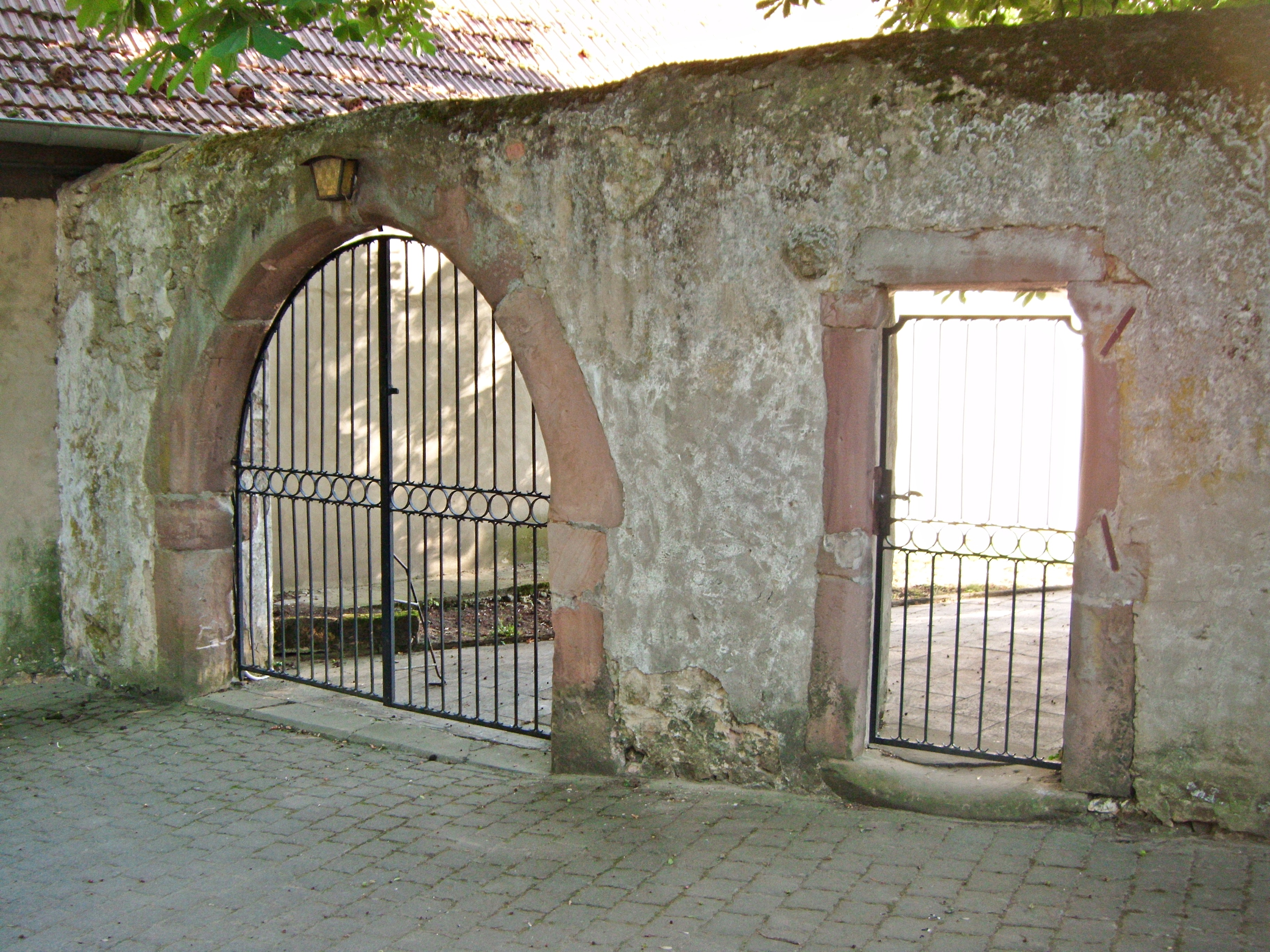
Eingangstor
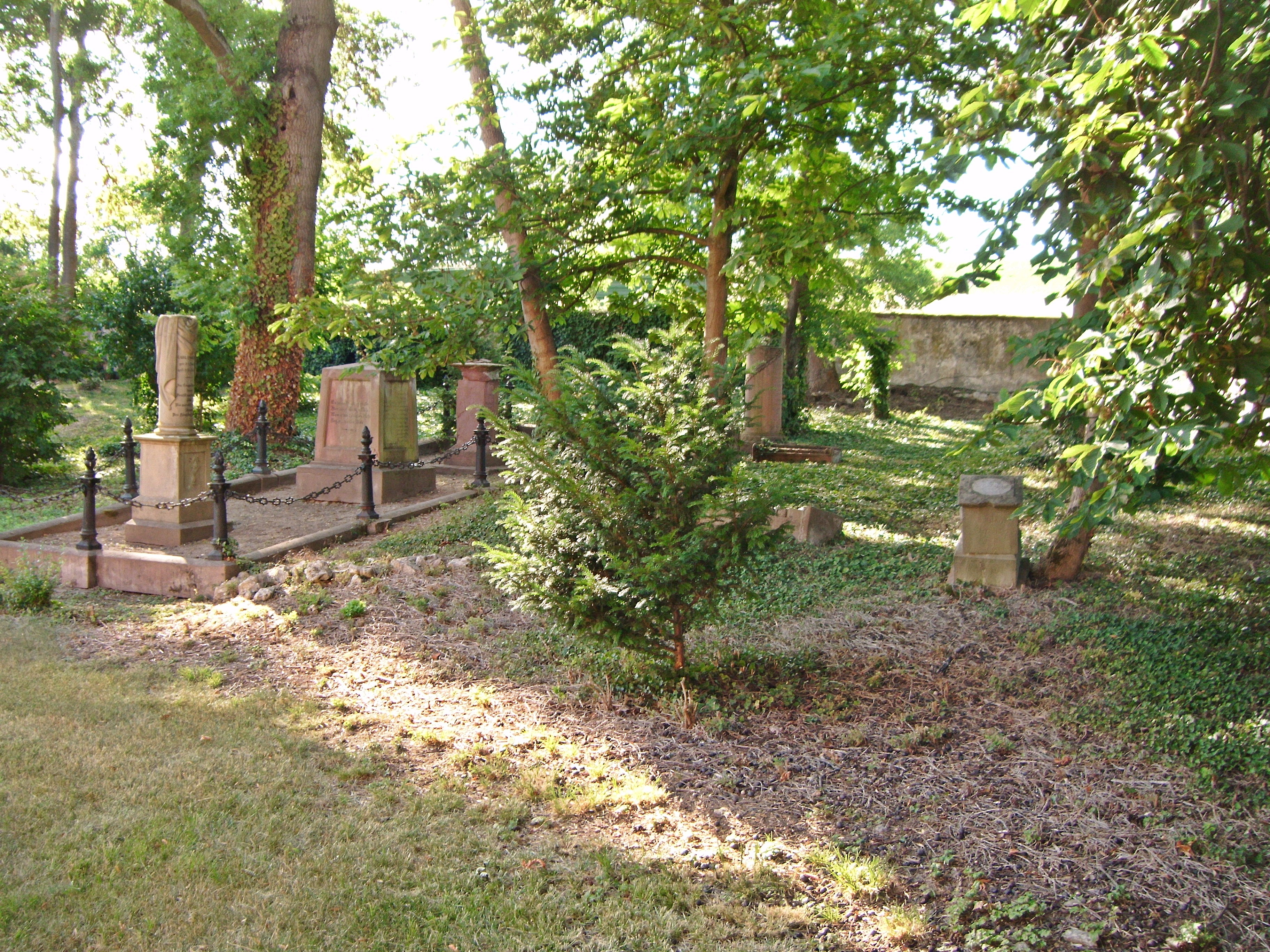
Alter Friedhof, Nordbereich
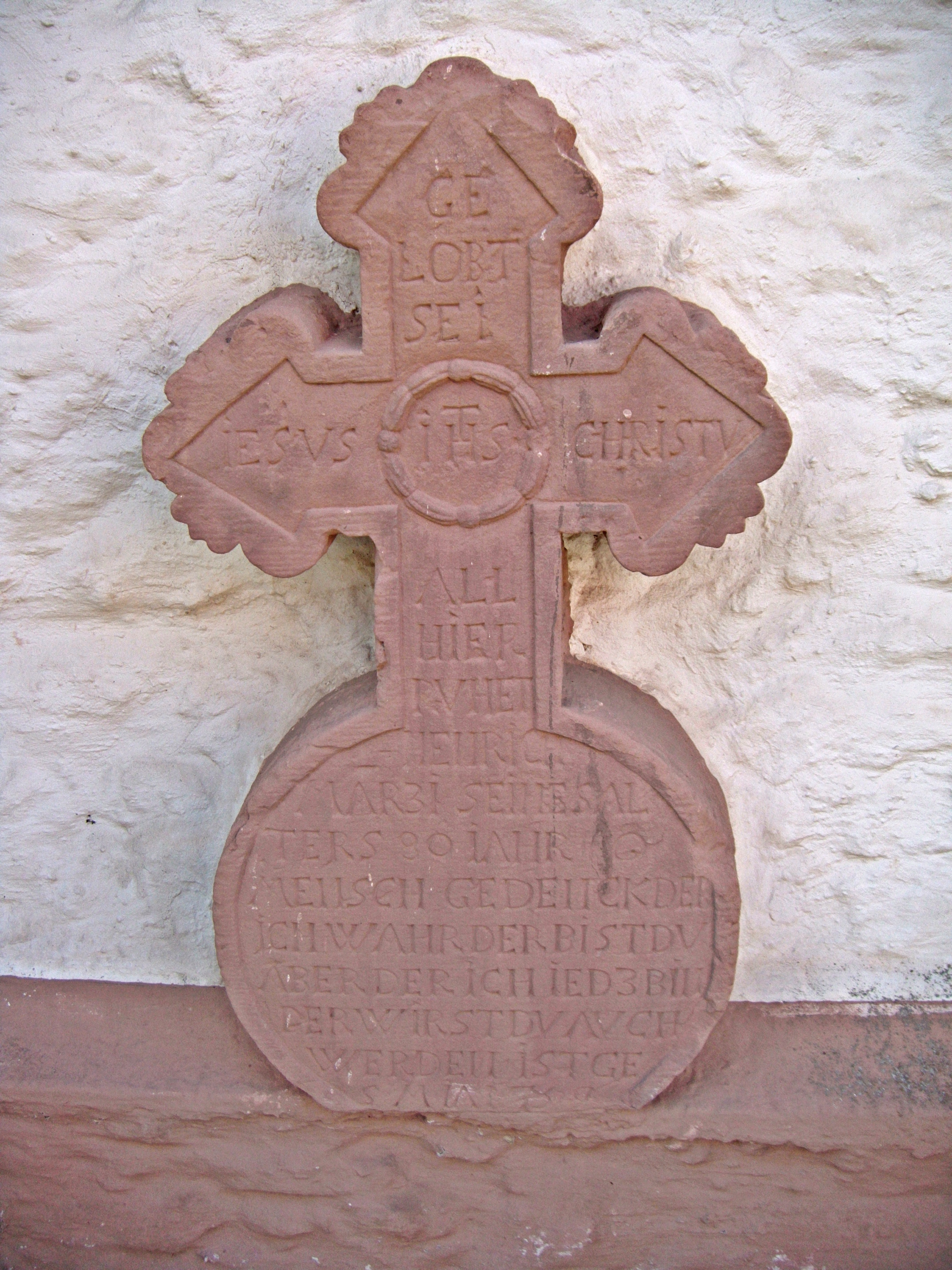
Barockgrabstein am Chor
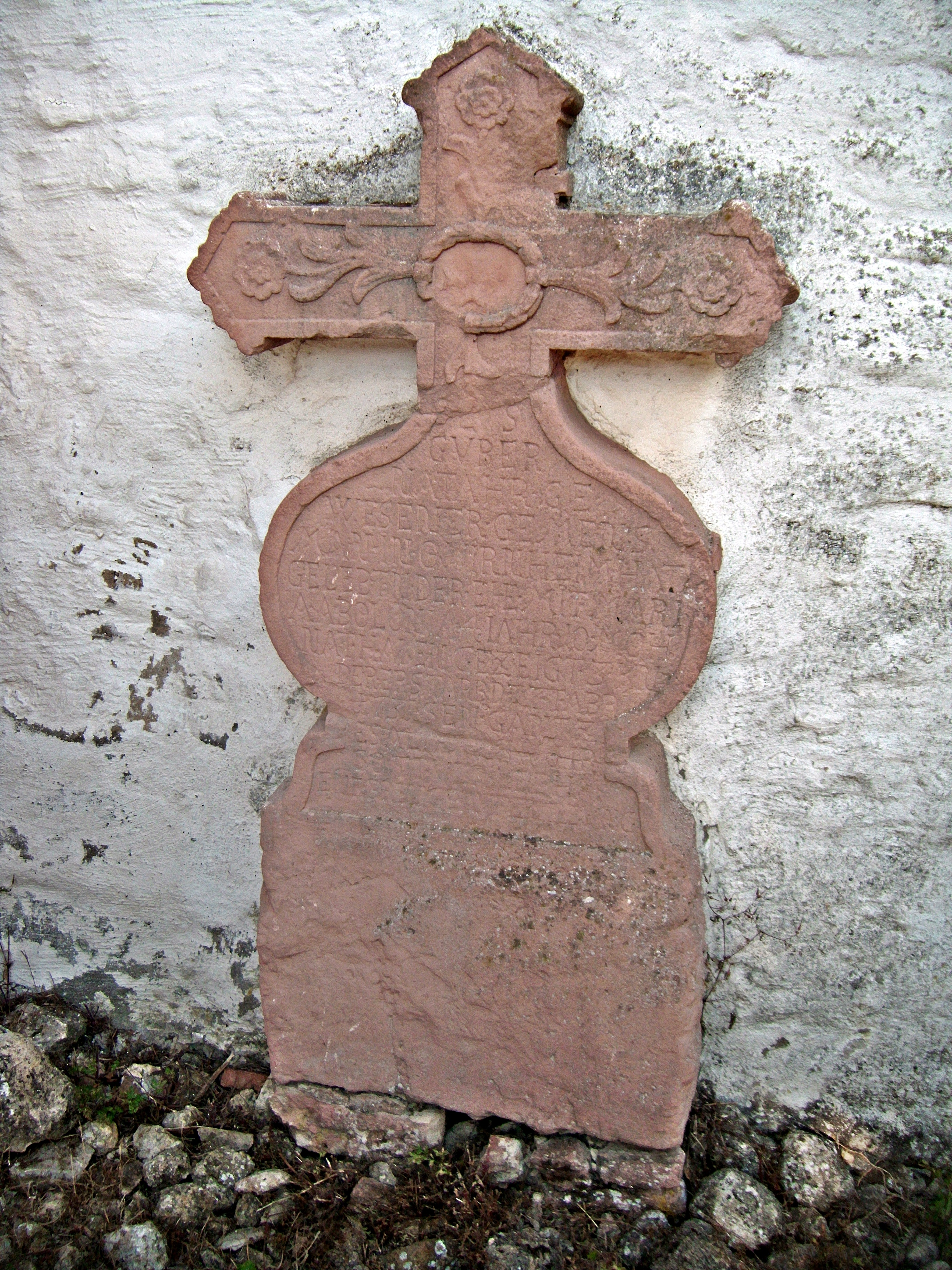
Barockgrabstein am Langhaus
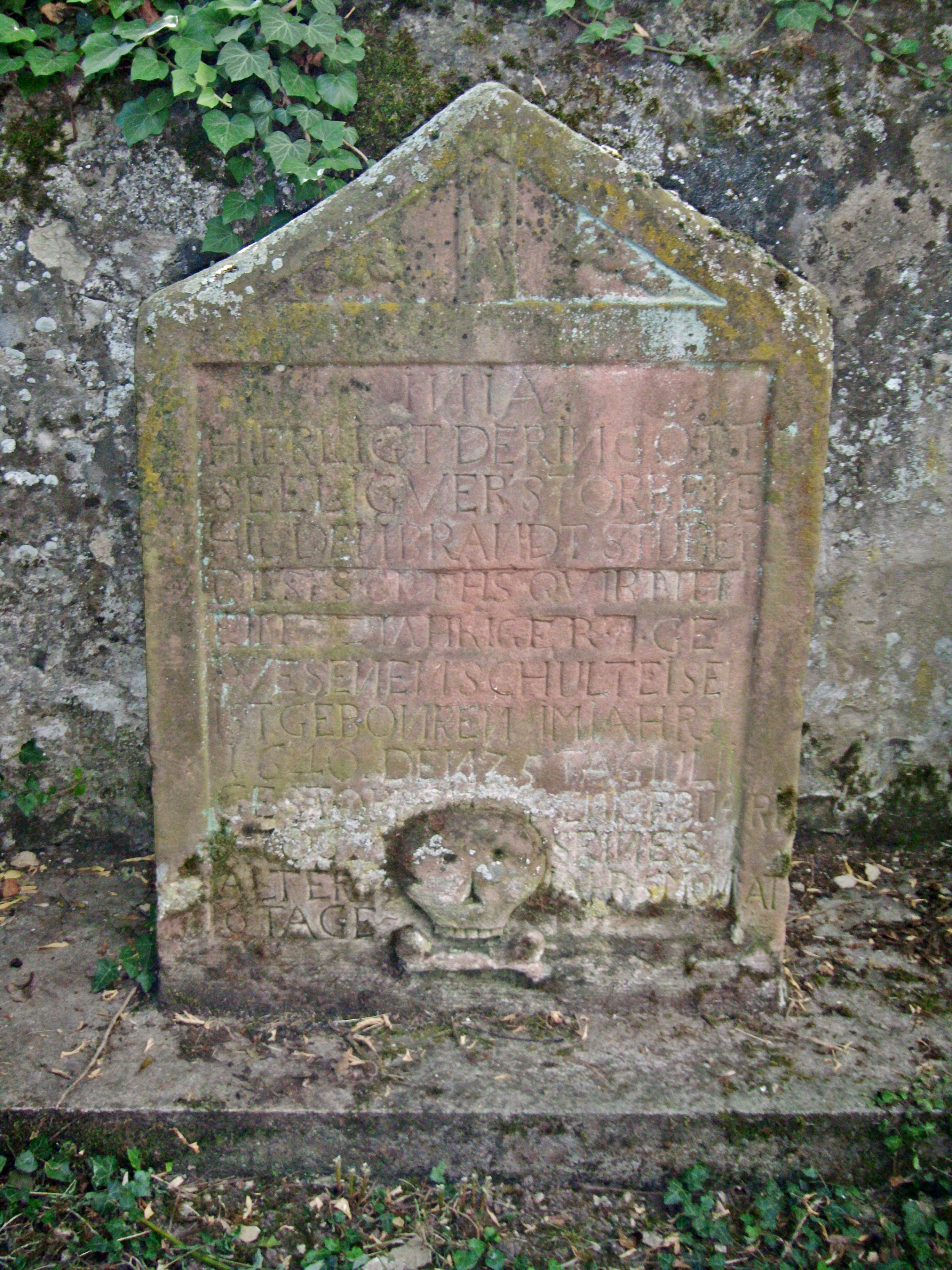
Grabstein Schultheiß Hildebrand Stüber (1640–1706), Friedhof, Südmauer